# Nirut Surasiang
Nirut Surasiang (Thai: นิรุจน์ สุระเสียง, * 20. Februar 1979 in Lampang) ist ein ehemaliger thailändischer Fußballspieler, welcher auch in der vietnamesischen V-League spielte. Seit 2009 besitzt er neben der thailändischen auch die vietnamesische Staatsbürgerschaft. Sein vietnamesischer Name ist Đoàn Văn Nirut.

## Karriere

### Spieler
Im Alter von fünf Jahren bekam er einen Fußball von seinem Vater geschenkt. Seitdem konnte er nicht mehr vom Ball lassen und spielte nach der Schule in seiner Freizeit regelmäßig Fußball. Mit zehn Jahren fing er an, aktiv im Verein zu spielen. Seine Profi-Karriere begann 1999 bei BEC-Tero Sasana. Mit BEC-Tero gewann er gleich zu Beginn seiner Laufbahn zwei Meisterschaften. Dazu kamen zwei Vizemeisterschaften 2002/03 und 2003/04, sowie der Gewinn des thailändischen Verbandspokals im Jahr 2000. 2003 erreichte er mit der Mannschaft das Finale der ASEA Champions League. Im Hinspiel stand er dabei in der Anfangsformation. Das Finale gegen den Al Ain Club ging am Ende jedoch verloren.
2004 wechselte Nirut nach Vietnam in die V-League. Dort unterschrieb er einen Vertrag bei Pisico Bình Ðịnh, mit dem er 2004 den nationalen Pokal gewinnen konnte. In den Saisons 2004 und 2005 spielte er auch mit Pisico Bình Ðịnh in der AFC Champions League. Er kam mit der Mannschaft jedoch nie über die Gruppenphase hinaus.
Ende 2008 wurde sein Wechsel zu Hoàng Anh Gia Lai bekannt, wo er einen Drei-Jahres-Vertrag unterschrieb. Er spricht inzwischen fließend Vietnamesisch und dient seinen thailändischen Mannschaftskollegen ebenso wie Lee Nguyen, als Sprachlehrer. Die Spielzeiten 2009 und 2010 schloss er mit seinem Klub im Mittelfeld ab. Anfang 2011 wechselte er vorzeitig zu Ligakonkurrent Navibank Sài Gòn FC. Dort gewann er im Jahr 2011 den vietnamesischen Pokal, was die erneute Teilnahme an der AFC Champions League bedeutete. Dort schied er mit seiner Mannschaft nach der Gruppenphase aus.
Mitte 2012 kehrte Nirut nach Thailand zurück, wo er sich Bangkok Glass anschloss. Er blieb dort bis Saisonende, wo er zu Aufsteiger Suphanburi FC wechselte. Er kam in der Saison 2013 lediglich viermal zum Einsatz. Für die Spielzeit 2014 heuerte er bei Army United an, wo er jedoch nicht mehr berücksichtigt wurde und bald darauf seine Laufbahn beendete.

### Trainer
Nach dem Ende seiner Spielerlaufbahn arbeitete Nirut als Fußballtrainer. Von Januar 2017 bis November 2018 arbeitete er als Assistenztrainer bei Chiangmai FC in Chiangmai. Anfang August 2018 stand er als Cheftrainer an der Seitenlinie des Amateurligisten Chiangrai Lanna FC. Am 1. Januar 2023 wurde er Co-Trainer bei der thailändischen U23-Nationalmannschaft. Am 2. Mai 2024 wurde er Cheftrainer beim Drittligisten Lopburi City FC. Das Amt hatte er bis Ende Oktober 2024 inne.

## Privates
Nirut schloss im Alter von 23 seinen Bachelor in Marketing ab. Er ist verheiratet und hat einen Sohn. Seine Frau lebt mit seinem Sohn in Thailand.

## Erfolge

### Spieler
BEC-Tero Sasana FC
- Thai Premier League: 2000, 2001/02
- Kor Royal Cup: 2001

Pisico Bình Ðịnh
- Vietnamesischer Fußballpokal: 2004

Navibank Sài Gòn FC
- Vietnamesischer Fußballpokal: 2011

### Nationalmannschaft
- 1998 – Teilnahme an der Endrunde zur U-19-Fußball-Asienmeisterschaft
- 2004, 2007 – Teilnahme an der Endrunde zur Fußball-Asienmeisterschaft
- 2007 – ASEAN-Fußballmeisterschaft – Finalist 2007
- 2000 – Futsal-Asienmeisterschaft – 3. Platz[6]

## Erläuterungen/Einzelnachweise
1. ↑  nur 1999 bis 2002/03
2. ↑  nur 2009.
3. ↑  thanhniennews.com: Bericht über Nirut und die Verleihung der Staatsbürgerschaft
4. ↑  rsssf.org: Details der AFC CL Saison 2002/03
5. ↑  tuoitre.com.vn: Bericht über Nirut
6. ↑  thaifootball.com: Kader mit Bild

| Personendaten    | Personendaten                               |
| ---------------- | ------------------------------------------- |
| NAME             | Nirut Surasiang                             |
| KURZBESCHREIBUNG | thailändisch-vietnamesischer Fußballspieler |
| GEBURTSDATUM     | 20. Februar 1979                            |
| GEBURTSORT       | Lampang, Thailand                           |